# Südosteuropa-Gesellschaft (München)
Die Südosteuropa-Gesellschaft e. V. (SOG) ist ein 1952 von Fritz Valjavec gegründeter Verein mit Sitz in München. Er wird vom deutschen Auswärtigen Amt finanziert.
Das Ziel der SOG ist die Förderung wissenschaftlicher, wirtschaftlicher und kultureller Beziehungen zu den Staaten Südosteuropas. Sie veranstaltet Konferenzen, vergibt Stipendien und gibt die Zeitschrift Südosteuropa Mitteilungen heraus.
Der seit zwanzig Jahren von der Gesellschaft verliehene Journalistenpreis Rudolf-Vogel-Medaille wurde 2013 in Journalistenpreis der Südosteuropa-Gesellschaft umbenannt. Der schweizerische Journalist und Historiker Andreas Ernst hatte sich dagegen gewandt, mit einem Preis ausgezeichnet zu werden, der nach einem „NS-Propagandajournalisten“ benannt sei.
Im Januar 2013 legte eine Arbeitsgruppe ein Konzept für eine kritische Aufarbeitung der Geschichte der SOG, ihrer organisatorischen Vorläufer vor 1945 wie ihrer Geschichte nach 1945 vor. Erste Ergebnisse wurden im Frühjahr 2014 vorgelegt.
Erster Präsident von 1958 bis zu seinem Tod 1960 war der SPD-Politiker Wilhelm Gülich. Ihm folgten die Politiker Rudolf Vogel (1960–1965), Walter Althammer (1965–2000) und Gernot Erler (2000–2020). Derzeitiger Präsident der SOG ist der Politiker Manuel Sarrazin von Bündnis 90/Die Grünen.